# 趙露思
趙露思（チャオ・ルースー、1998年11月9日 - ）は、中華人民共和国の女優。四川省成都市出身。

## 略歴
四川省出身だが台湾の明道大学を卒業した。身長161センチメートル。2016年にオーディション番組に出場して話題を集め、2017年に撮影して2018年に放送されたドラマ『鳳囚凰 〜陰謀と裏切りの後宮〜』に出演してドラマデビューした。
2024年、真珠採りの少女・端武と宝石商・蘇牧哲を主役にしたドラマ『珠簾玉幕』が優酷、ドラゴンテレビ、北京テレビ、江蘇テレビで放送された。

## 出演

### ドラマ
- 鳳囚凰 〜陰謀と裏切りの後宮〜（2018年） - 馬雪雲 役
- 華麗なる皇帝陛下（2018年） - 菲菲（フェイフェイ） 役
- もっともステキなコト（中国語版）（2019年） - 貝耳朶（ベイ・アードゥオ） 役
- 春花秋月 〜初恋は時をこえて〜（中国語版）（2019年） - 春花 / 雷蕾 役
- 三千鴉の恋歌（中国語版）（2020年） - 阿満（あまん） / 覃川（たん・せん）役
- 花の都に虎われて〜The Romance of Tiger and Rose〜（中国語版）（2020年） - 陳小千（チェン・シアオチエン） / 陳芊芊（ちん・せんせん） 役
- 2人はスパイシー&デリシャス（中国語版）（2020年） - 顧勝男（グー・シェンナン） 役
- 長歌行（2021年） - 李楽嫣（り・らくえん） 役
- うっかり拾った恋なのに（中国語版）（2021年） - 顧安心（グー・アンシン） 役
- 国子監は花ざかり 〜ロマンスは最高学府で〜（中国語版）（2021年） - 桑祈（そうき） 役
- 黒豊と白夕〜天下を守る恋人たち〜（中国語版）（原題：且試天下、2022年） - 白風夕（はくほうせき[2]） 役
- 星漢燦爛（2022年） - 程少商（チョン・シャオシャン） 役
- 後浪（2023年） - 孫頭頭（サン・トウ・トウ） 役
- ひそかな恋模様は、曇りのち晴れ（2023年） - 桑稚（サン・ジー） 役
- 神隠し（2023年） - 阿陰（アイン）／風陰（フェン・イン） 役
- 紅き真珠の詩（うた）（2024年） - 端午（ドラゴンボートフェスティバル）／蘇幕遮（スムチャ） 役
- 許我耀眼（2025年） - 許妍 役
- 恋人（撮影中止） - 阮宇 役